# Metacirolana bicornis
Metacirolana bicornis är en kräftdjursart som först beskrevs av Brian Frederick Kensley1978.  Metacirolana bicornis ingår i släktet Metacirolana och familjen Cirolanidae. Inga underarter finns listade i Catalogue of Life.